# Іоново (Новгородська область)
Іоново (рос. Ионово) — присілок в Старорусському районі Новгородської області Російської Федерації.
Населення становить 7 осіб. Входить до складу муніципального утворення Наговське сільське поселення.

## Історія
Від 2004 року входить до складу муніципального утворення Наговське сільське поселення.

## Населення
| 2009 | 2010 |
| ---- | ---- |
| 8    | ↘7   |